# 加德納 (紐約州普查規定居民點)
加德納（英語：Gardiner）是位於美國紐約州阿爾斯特縣的普查規定居民點。

## 人口
根據2020年美國人口普查的數據，加德納的面積為10.00平方千米，皆為陸地。當地共有人口952人，而人口密度為每平方千米95.2人。